# Haim Alexander
Haim Alexander (* 9. August 1915 in Berlin; † 18. März 2012 in Jerusalem; hebräisch חיים אלכסנדר; gebürtig: Heinz Günter) war ein israelischer Pianist, Komponist und Professor für Komposition, Klavier und Musiktheorie.

## Leben
Heinz Alexander verlor im Alter von sieben Jahren seinen Vater und wurde deshalb „Zögling“ im Baruch-Auerbach’schen Waisenhaus in Berlin, Schönhauser Allee 162. In der dortigen orthodoxen Synagoge spielte er am Freitagabend, am Sabbat und anderen jüdischen Festtagen auf einem großen Harmonium öfters Werke von Salomon Sulzer, Louis Lewandowski und anderen jüdischen Komponisten. Er begann sein Musikstudium am Stern’schen Konservatorium in Berlin, musste es 1936 jedoch verfolgungsbedingt abbrechen. Er emigrierte nach Palästina und setzte dort sein Studium bei Stefan Wolpe und Josef Tal bis 1945 fort. Nach seiner Graduierung 1945 unterrichtete er bis 1982 Komposition, Klavier und Musiktheorie an der Rubin-Musikakademie (Jerusalem Academy of Music and Dance). Er wurde dort zum Professor ernannt. Studien bei Wolfgang Fortner in Freiburg im Breisgau und Teilnahmen an den Internationalen Ferienkursen Darmstadt seit 1958 führten zu einem Stilwandel seiner Kompositionen. Nach seiner Pensionierung 1982 an der Rubin-Akademie war er als Komponist weiterhin kreativ tätig. Er komponierte vor allem Kammermusik- und Orchesterwerke sowie Stücke für Klavier und Gesang.

## Werk
Zu seinem kompositorischen Schaffen gehören neben Orchester-, Chor-, Klavier- und Orgelwerken auch Kammermusik sowie Musik für Solostimmen und Instrumentalensembles und Lieder.

## Veröffentlichungen
- Pioneers and Exiles, Kolja Lessing spielt u. a. Haim Alexander.
- Orgelmusik aus Israel, Yuval Rabin spielt u. a. Haim Alexander.
- Orgellandschaft Jerusalem, Elisabeth Roloff spielt u. a. Haim Alexander.